# Michel Falempin
Michel Falempin est un écrivain français né à Paris en 1945.

## Biographie
Sous-bibliothécaire à la Bibliothèque nationale puis conservateur à la BPI du centre du Centre Georges-Pompidou.
Il a obtenu le prix Fénéon en 1976 pour L'Écrit fait masse.
Son œuvre, écrite en dehors des genres littéraires, est notamment influencée par Stéphane Mallarmé, les littératures de l'âge baroque et les avant-gardes dont Michel Falempin est issu[réf. nécessaire].

## Œuvres
- L'Écrit fait masse, Paris, Flammarion, coll. Digraphe, 1976 (Prix Fénéon)
- La Légende travestie, Paris, Flammarion, coll. Textes, 1987
- L’ Œil occulte, Paris, Imprimerie nationale, coll. Littérature, 1989
- Stances de l'Érinnye, Nœux-les-Mines, Ecbolade, 1989
- Le Paradoxe du lotus, La souterraine, la Main Courante, 1991
- Gongora parmi les ombres, Barcelone, éd. bilingue, Noésis, coll. Parvula, 1994
- L'Apparence de la vie, Paris, éditions Ivrea, 1995  (ISBN 2-85184-242-0)
- La Prescription, Paris, éditions Ivrea, 1996  (ISBN 2-85184-254-4)
- Ce que fiction veut dire, Lyon, Horlieu(x), 1997
- Fiction lente, Paris, éditions Ivrea, 1999  (ISBN 2-85184-272-2)
- La tierce personne, Paris, L'Harmattan, coll. Levée d'ancre, 2003
- Exeat, Nœux-les-Mines, Ecbolade, 2008
- Faux airs, Publie.net (livre numérique), 2008
- La vie littéraire, Paris, L'Harmattan, coll. Levée d'ancre, 2011
- L'irréel du passé, Hazebrouck, Hapax, 2012
- Affaire de genres & autres pièces de fantaisies, Genève, Héros-Limite, 2020